# Wyścig Stanów Zjednoczonych WTCC
Wyścig Stanów Zjednoczonych WTCC – runda World Touring Car Championship rozgrywana od 2012 na torze Sonoma Raceway niedaleko miasta Sonoma w amerykańskim stanie Kalifornia.

## Zwycięzcy
| Sezon | Kierowca                    | Samochód        | Zespół                               | Lokalizacja | Wyniki |
| ----- | --------------------------- | --------------- | ------------------------------------ | ----------- | ------ |
| 2012  | Wyścig 1: Yvan Muller       | Chevrolet Cruze | Chevrolet                            | Sonoma      | Wyniki |
| 2012  | Wyścig 2: Robert Huff       | Chevrolet Cruze | Chevrolet                            | Sonoma      | Wyniki |
| 2013  | Wyścig 1: Tom Chilton       | Chevrolet Cruze | RML                                  | Sonoma      | Wyniki |
| 2013  | Wyścig 2: Gabriele Tarquini | Honda Civic     | Castrol Honda World Touring Car Team | Sonoma      | Wyniki |